# Vaalser dialect

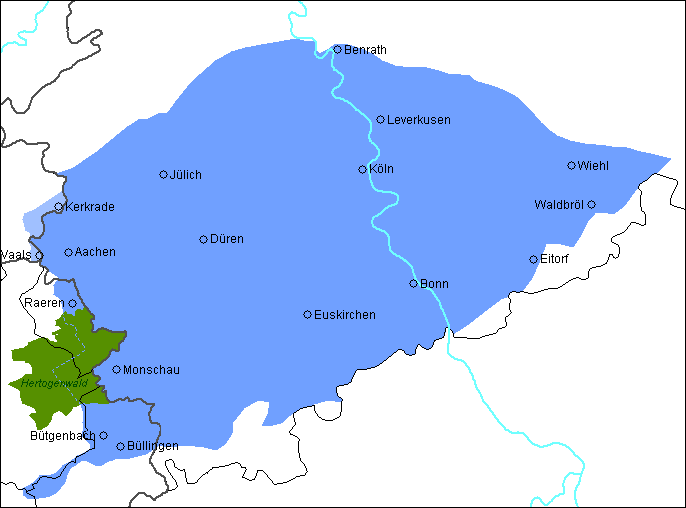
Het Ripuarisch dialectgebied met in lichte kleur de gebieden in Nederland, waaronder Vaals, waar Ripuarische dialecten worden gesproken. Het Hertogenwoud (groen) is te dunbevolkt om daar een taalgrens te trekken

Het Vaalser dialect, ook wel Vaalser plat of kortweg Vaalsers (Ripuarisch: Völser Platt; Limburgs: Völzer plat of Völzer), is het dialect dat in de Nederlands-Limburgse grensplaats Vaals wordt gesproken. 
Het dialect is in de basis Ripuarisch. Het is taalkundig nauw verwant aan zowel het stadsdialect van de Duitse stad Aken (Öcher Platt) alsook aan de andere West-Ripuarische dialecten in oostelijk Zuid-Limburg die tevens Limburgse taalinvloeden hebben ondergaan.

## Kenmerken en classificatie

### Uitspraak

#### Medeklinkers

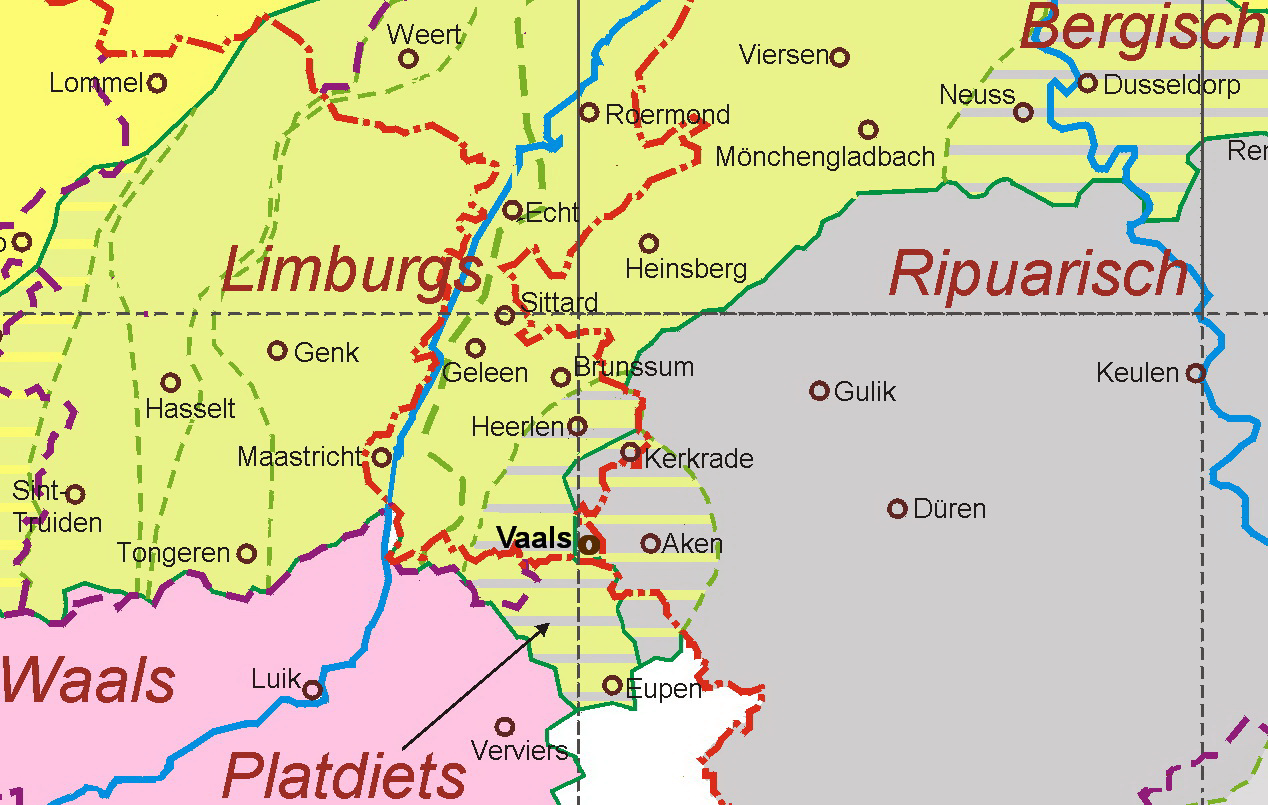
Taallandschap rondom Vaals. De groene, doorgetrokken lijn is de Benrather linie

Het Vaalser dialect behoort tot de Westmiddelduitse dialecten, omdat Vaals ten zuiden van de Benrather linie ligt. Deze isoglosse markeert de grens tussen -k en -ch na lange en halflange klinkers; men zegt in Vaals dus máche, niet make (maken), zoals in de meeste plaatsen elders in Limburg. De Benrather linie loopt dwars door de gemeente Vaals: Vaals en Lemiers liggen aan de máche-kant; Vijlen aan de make-kant. Andere dialecten ten zuiden van de Benrather Linie in Zuid-Oost Limburg zijn het Simpelvelds, het Bocholtzers en het Kerkraads.
De Benrather linie vormt op veel plaatsen ook de uitspraakgrens tussen t- en ts-; in het Limburgs zegt men dus tied ('tijd') en zjwart ('zwart'), in het Vaalser dialect zijn de overeenkomende woorden tsiet en sjwats. Daarnaast verandert de -t vaak in -s (Nederlands 'straat', Limburgs straot/sjtroat, Vaalser sjtroas) en de -p in -f (Nederlands 'hopen', Limburgs hope/houpe, Vaalser hoffe). Die verandering treedt evenwel, anders dan in het Hoogduits, niet op na korte klinkers (dat, niet das; óp, niet óf); dat verschijnsel doet zich eerst voor ten zuiden van de Bad Hönniger linie en de Sankt Goarer linie, beide veel zuidelijker gelegen.
Een andere belangrijke medeklinkerverandering, die niet direct wordt afgebakend door de Benrather linie maar die wel aan het Vaalser dialect en diverse andere West-Ripuarische dialecten een geheel eigen klank geeft, ook ten opzichte van het Limburgs, is de verandering van g- in j-. Dit gebeurt vooral aan het begin van woorden, vgl. Limburgs good gedoan ('goed gedaan') en Vaalser jód jemách. Eveneens kenmerkend voor het Vaalser dialect is de -sj-klank aan het einde van woorden, waar men eerder een -ch-klank zou verwachten, bijvoorbeeld in dursj ('door') of eijentlisj ('eigenlijk'). Waar men in het 3 km verderop gelegen Lemiers nog spreekt van ich en mich ('ik', 'mij'), klinkt dat in Vaals meer als iesj en miesj.

#### Klinkers
Een eigenschap van de Vaalser klinkers is dat de Limburgse oo (corresponderend met de Nederlandse oe) vaak verkort wordt tot ó: vgl. Nederlands 'goed', Limburgs good, Vaalser jód. Hetzelfde geldt voor de umlautvariant: de Limburgse eu (eveneens corresponderend met de Nederlandse oe en de Brabantse uu) wordt een u in het Vaalser dialect, met als gevolg: Nederlands 'groen', Brabants gruun, Limburgs greun, Vaalser jrung.

### Woordenschat
Naast deze klanken, waardoor het Vaalser dialect in de oren van veel Nederlanders al een erg Duitse klank heeft, bevat het Vaalser vocabulaire ook een groot aantal Duitse woorden. Dit komt doordat in Vaals, en in Zuidoost-Limburg in het algemeen, het Hoogduits eeuwenlang, tot aan de Tweede Wereldoorlog de rol van cultuurtaal had, soms naast het Frans of het Nederlands. In Vaals was het Duits bovendien lange tijd de gangbare kerkelijke taal (naast het Kerklatijn).
Voorbeelden van Duitse invloeden in het vocabulaire van het Vaalser dialect zijn: tsiedóng (krant; Duits Zeitung), doëdetseddel (bidprentje; Duits Totenzettel), bóksejoemie (broekelastiek; Duits Buxengummi), kellerlooch (keldergat, Duits Kellerloch), riefkóch (aardappelpannenkoekje; Duits Reifkuchen), jemöss (groente; Duits Gemüse), morre (wortelen, peen; Duits: Möhre), sjoepkaar (kruiwagen; Duits: Schubkarre), ommezék (mier; Duits Ameise), bleejsjtift (potlood; Duits Bleistift) en raziermets (scheermes; Duits Rasiermesser).
Daarnaast is de woordenschat van het Vaalser dialect regiogebonden, met veel typisch Ripuarische woorden, die men soms ook wel in het Limburgs aantreft.

### Uitdrukkingen
- In Oche zaat mer dat 't beste Öcher plat jemoeld weat i Vols (In Aken zegt men dat het beste Akens dialect gesproken wordt in Vaals).
- Doë venge zuvve katze noch jeng moes mië dri ("daarin kunnen zeven katten nog geen muis vinden"; gebruikt om een rommelige toestand te beschrijven).[2]

### Classificatie
- Indo-Europees
  - Germaans
    - West-Germaans
      - Continentaal West-Germaans (Nederlands en Duits in brede zin)
        - Middelduits
          - Middelfrankisch
            - Ripuarisch
              - West-Ripuarisch
                - Vaalser dialect